# Allygidius wagneri
Allygidius wagneri är en insektsart som beskrevs av Logvinenko 1979. Allygidius wagneri ingår i släktet Allygidius och familjen dvärgstritar. Inga underarter finns listade i Catalogue of Life.